# Christel Holch
Christel Holch, född Frost 2 april 1886  i Aalborg, död 8 mars 1969, var en dansk skådespelare. Hon var syster till Ellen Rassow och gift med skådespelaren Jacob Jacobsen samt mor till Annelise och Johan Jacobsen
Holch debuterade på Det kunglige Teater 1908 efter att hon studerat drama för Peter Jerndorff. Efter sin första mans död flyttade hon till Århus där hon engagerades vid teatern, och gifte sig 1911 med teaterchefen Jacob Jacobsen. Hon filmdebuterade 1909 i Den lille hornblæser. Hon var under en period lärare vid Danmarks första filmskola. 

## Filmografi (urval)
- 1933 – Hemslavinnor